# レヴォチャ歴史地区、スピシュスキー城及びその関連する文化財
レヴォチャ歴史地区、スピシュスキー城及びその関連する文化財（レヴォチャれきしちく、スピシュスキーじょうおよびそのかんれんするぶんかざい）は、中世の東ヨーロッパにおける集落の様子を伝えているスロバキアの世界遺産である。1993年に「スピシュスキー城および関連する文化財」がまず登録され、2009年に「レヴォチャおよびスピシュ地方の名工パヴォルの作品」が拡大登録された。

## 構成資産
この世界遺産は以下の2つの構成資産によって成り立っている。

### スピシュスキー城および関連する文化財
スピシュスキー城および関連する文化財 (Spišský Hrad and the its Associated Cultural Monuments, 620rev-001) はスピシュスキー城（スピシュ城）と、その城下町にあたる町村に残る歴史的建造物群を対象としており、1993年に登録された。コシツェ県からプレショウ県にまたがる1,300.0073 haが対象である（緩衝地域は11,910.6424 ha）。

#### スピシュスキー城
スピシュスキー城はタタール人の侵攻に対抗するために、13世紀前半に建造されたものである。後の時代には何度も改修や増築が行われ、当初ロマネスク様式の聖堂などを備えていた城に、ゴシック様式、ルネサンス様式、バロック様式の要素などが順次付け加えられていった。1780年に火災に遭った後は廃墟となり、一時は採石場がわりに使われていたことすらあったが、1961年に国の文化財に指定された。ただし、ビロード革命前後の混乱などが保護政策にも影響し、1970年代から行われていた修復作業が中断されるなどの問題も起こった。

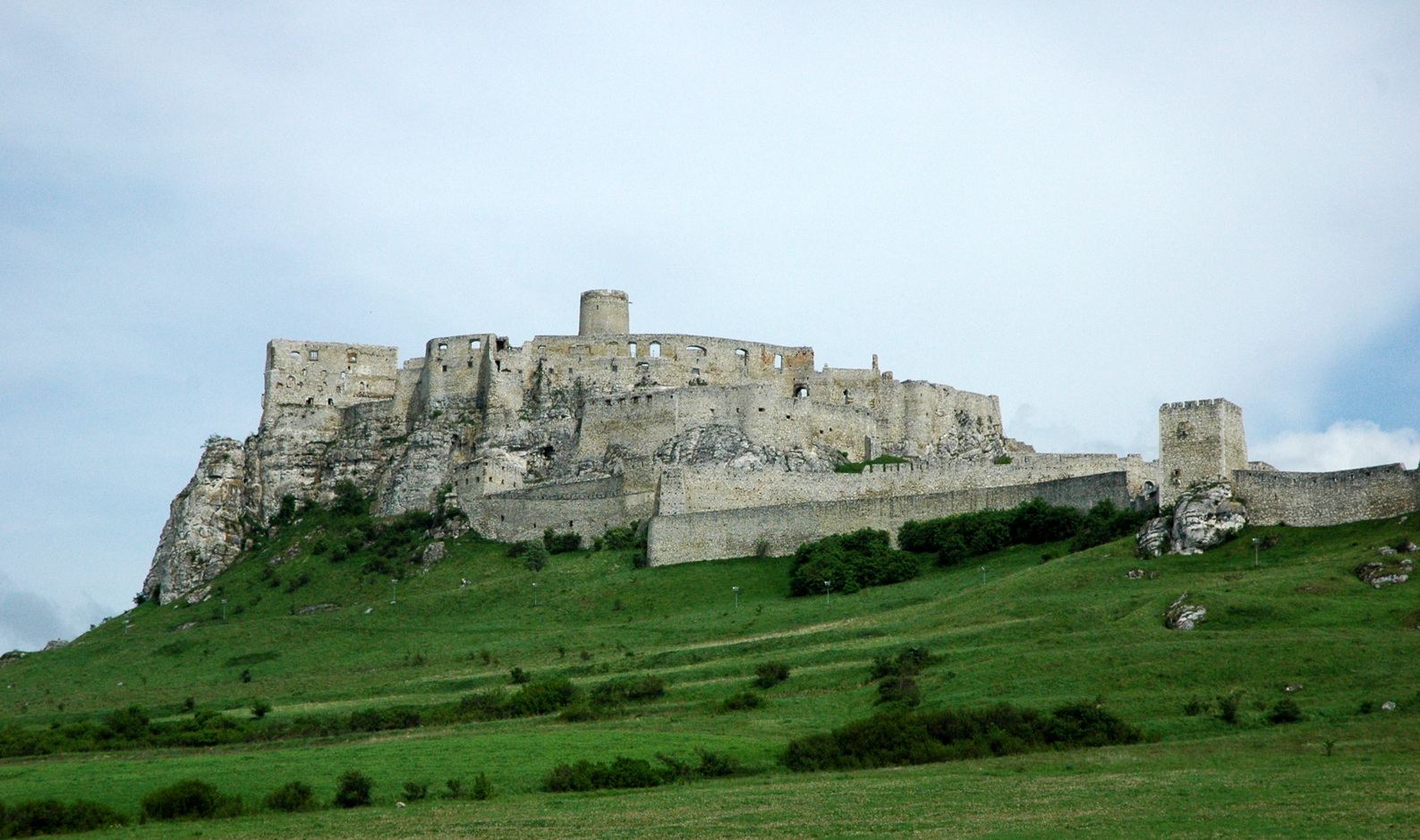
スピシュスキー城
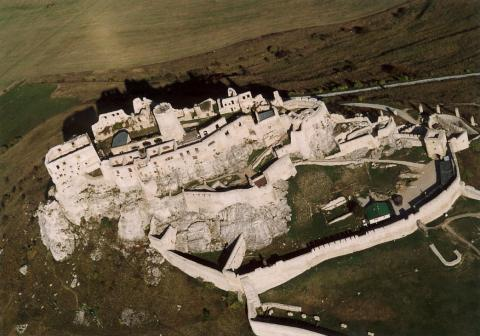
上空から見たスピシュスキー城
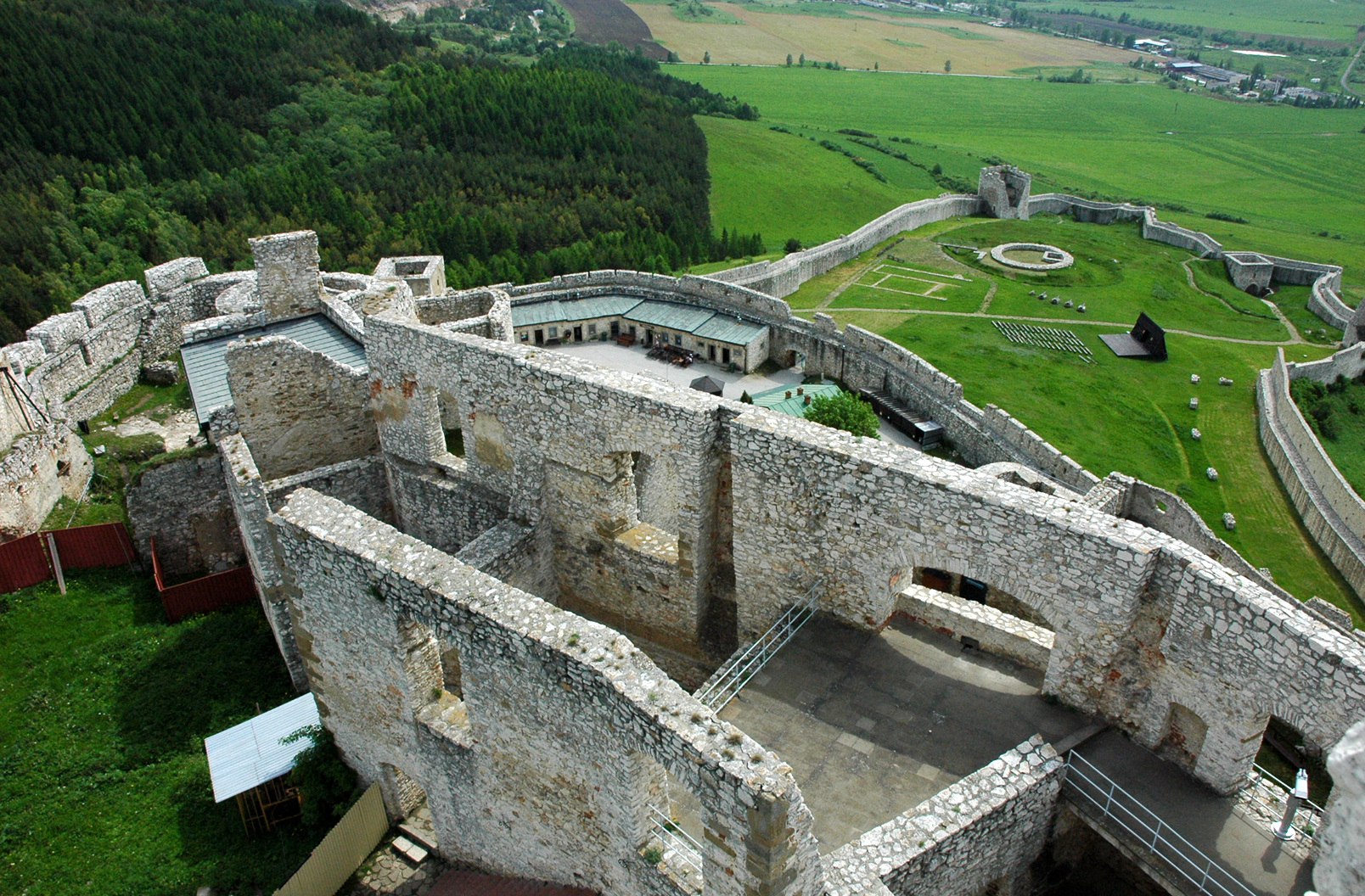
内部
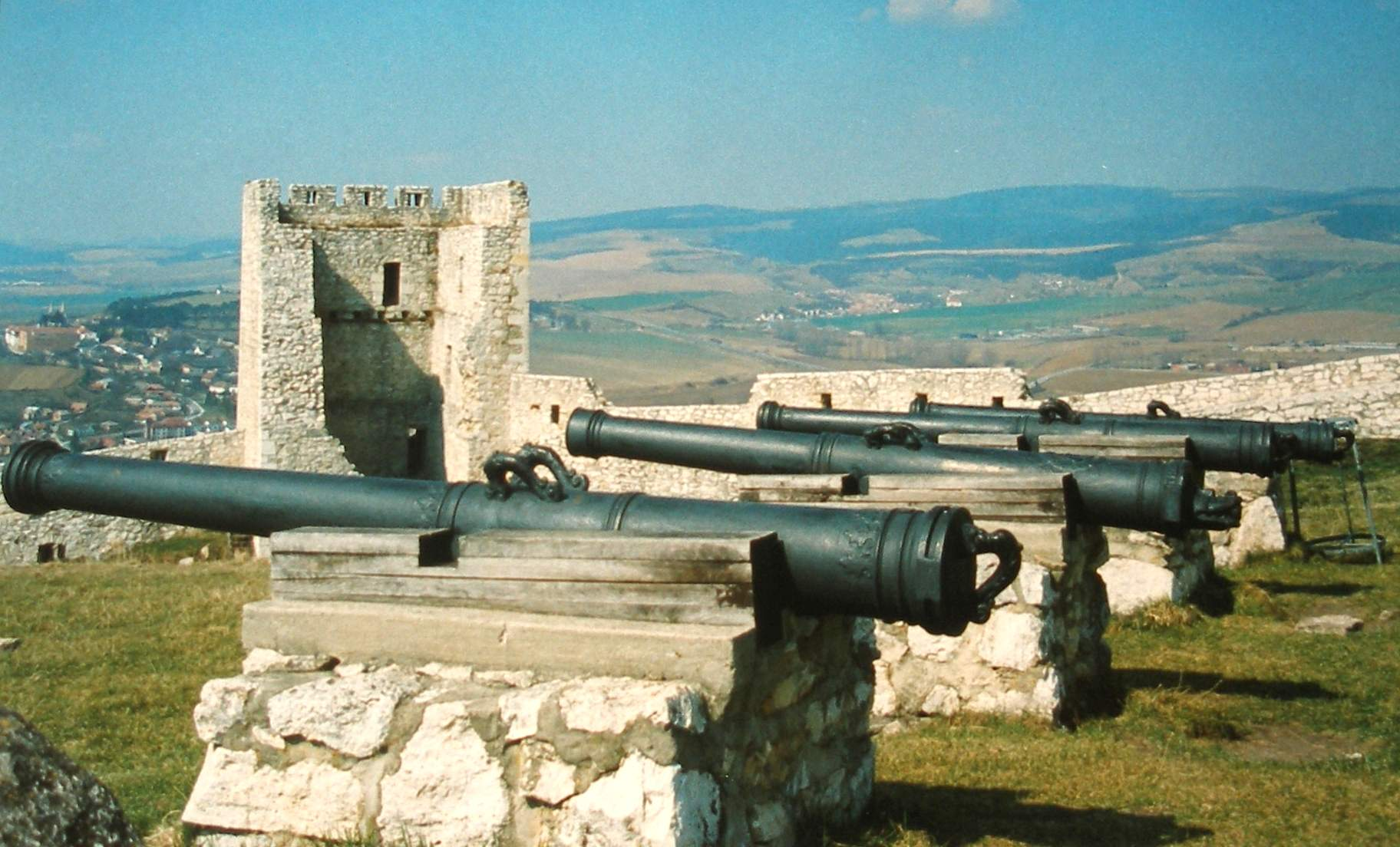
砲台

#### スピシュスケー・ポドフラジエ
スピシュスケー・ポドフラジエは、スピシュスキー城の後部要塞から伸びる道を下りていった先にある麓の町で、ロマネスク様式の教区聖堂が残る。後述の「宗教都市」スピシュスカー・カピトゥラとの対比で、「経済都市」として発達してきた。15世紀には繊維産業で大いに賑わったものの、16世紀の大火のせいで、現在残る町並みにはルネサンス様式で再建されたときの建造物群が多く残る。

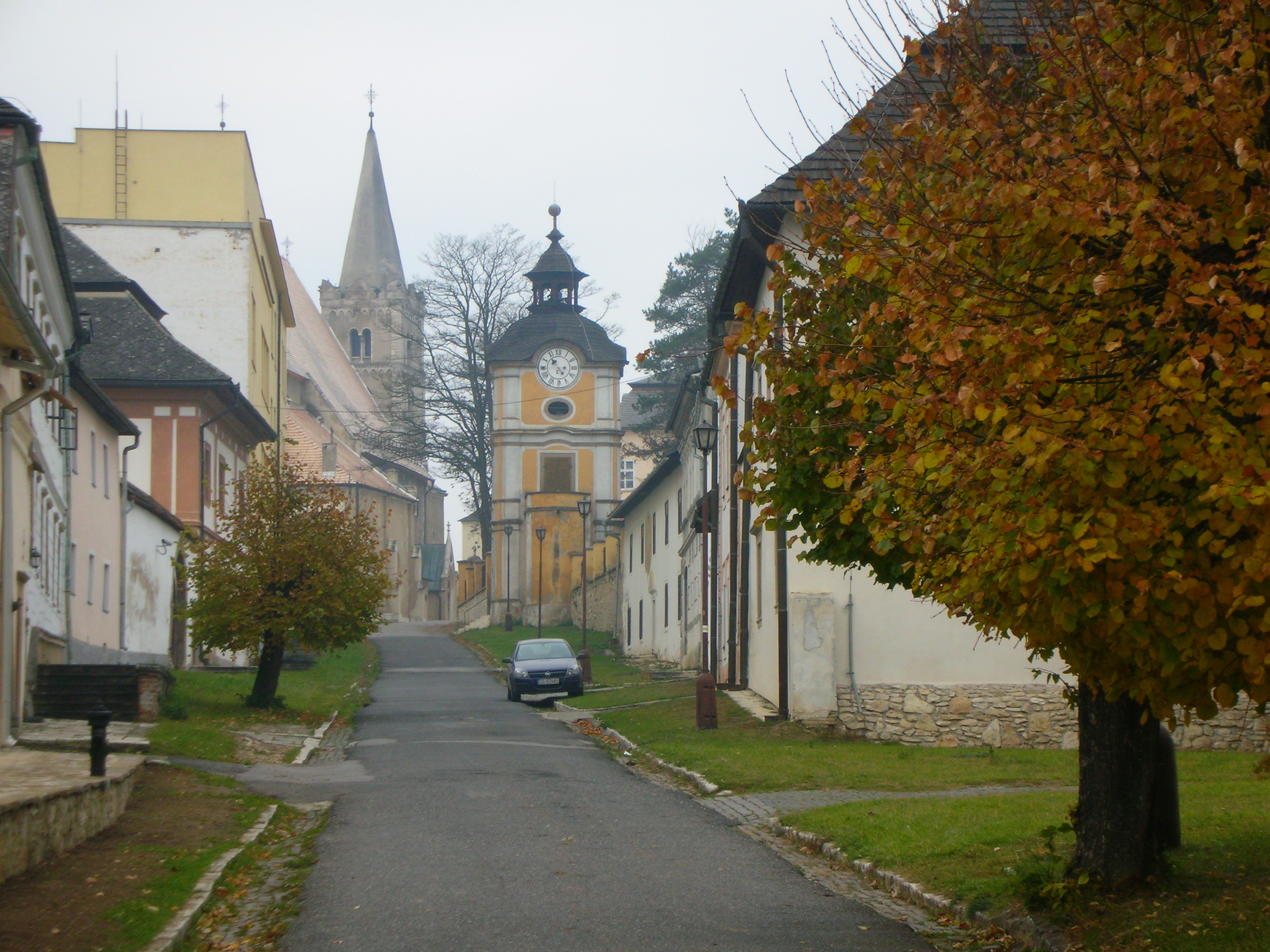
スピシュスケー・ポドフラジエの街路
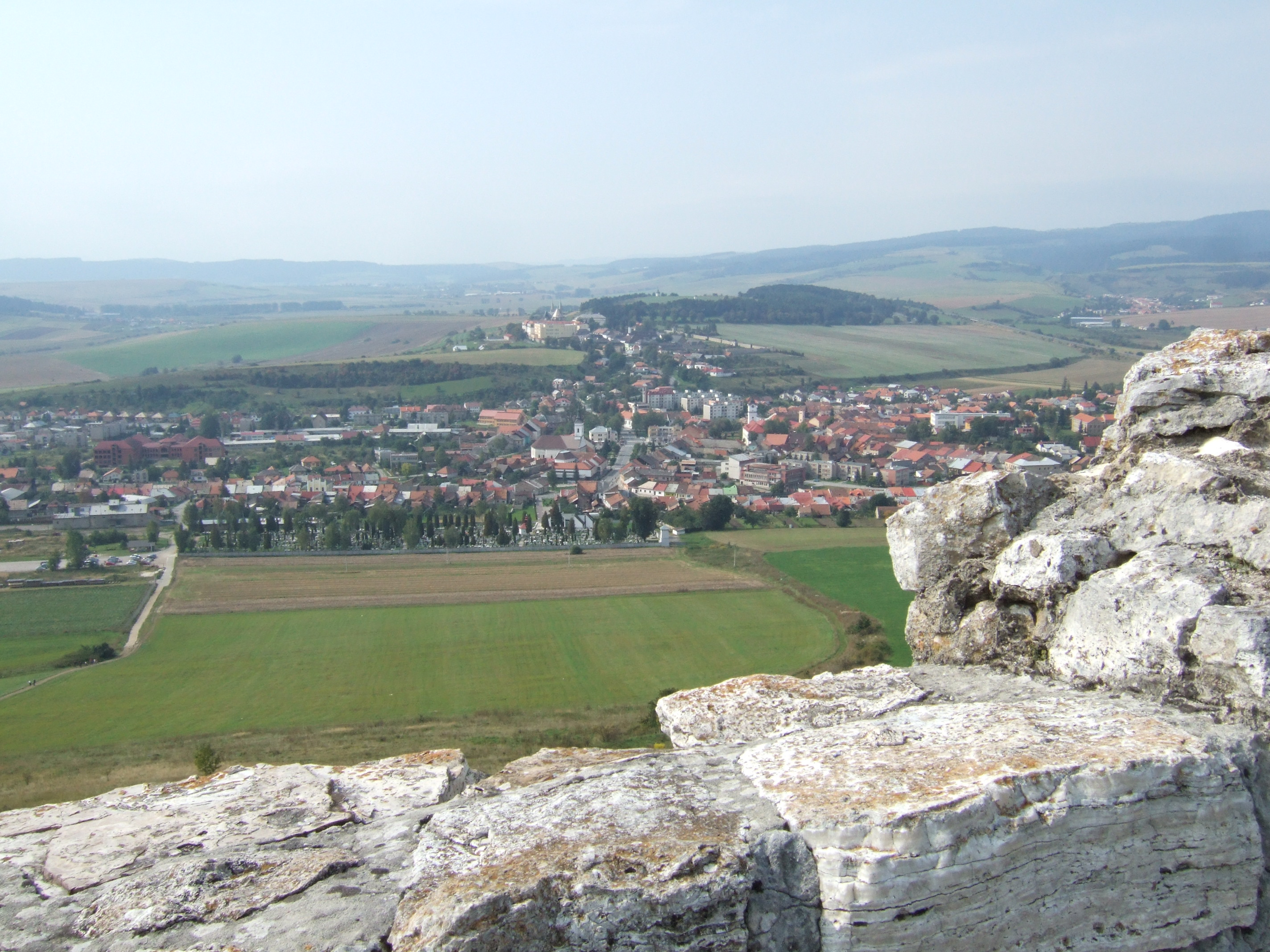
スピシュスキー城から眺めたスピシュスケー・ポドフラジエ
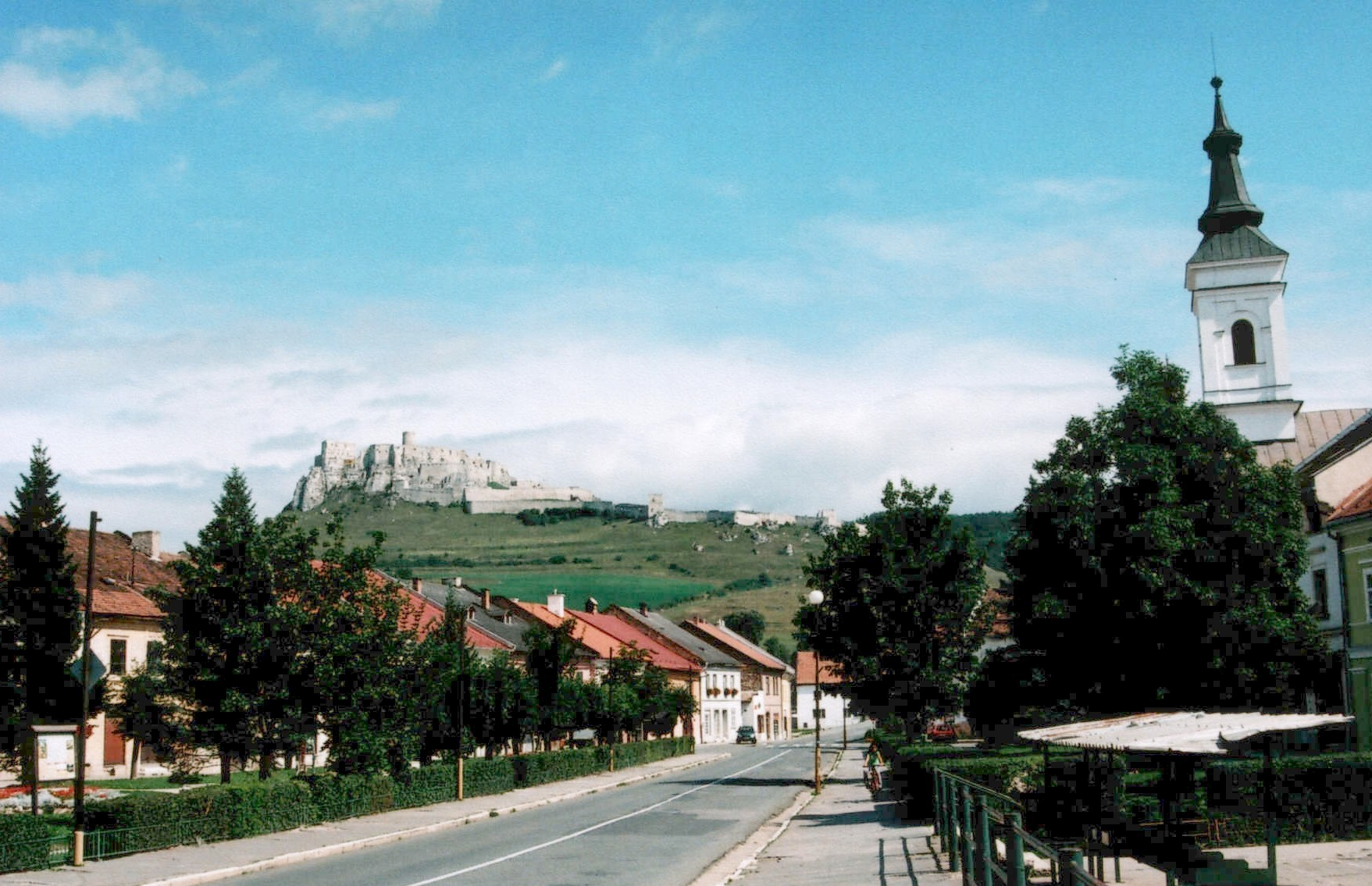
城のある町の中心部

#### スピシュスカー・カピトゥラ
スピシュスカー・カピトゥラは12世紀に成立した町で、もともとは要塞化された集落が聖職者のための居住地区とされていたが、のちに成長し、現在ではスピシュスケー・ポドフラジエもこの町の一部である。15世紀まではスピシュスキー城主の住居を兼ねていた聖マルティヌス修道院があった町で、聖マルティヌス大聖堂はスピシュ地方の司教座聖堂となり、今なお地方の宗教的中心地とされている。この大聖堂はもともとロマネスク様式で建てられたが、スピシュスキー城と同じく後代の改修や増築によって、ゴシック様式やバロック様式などの要素も見られる。

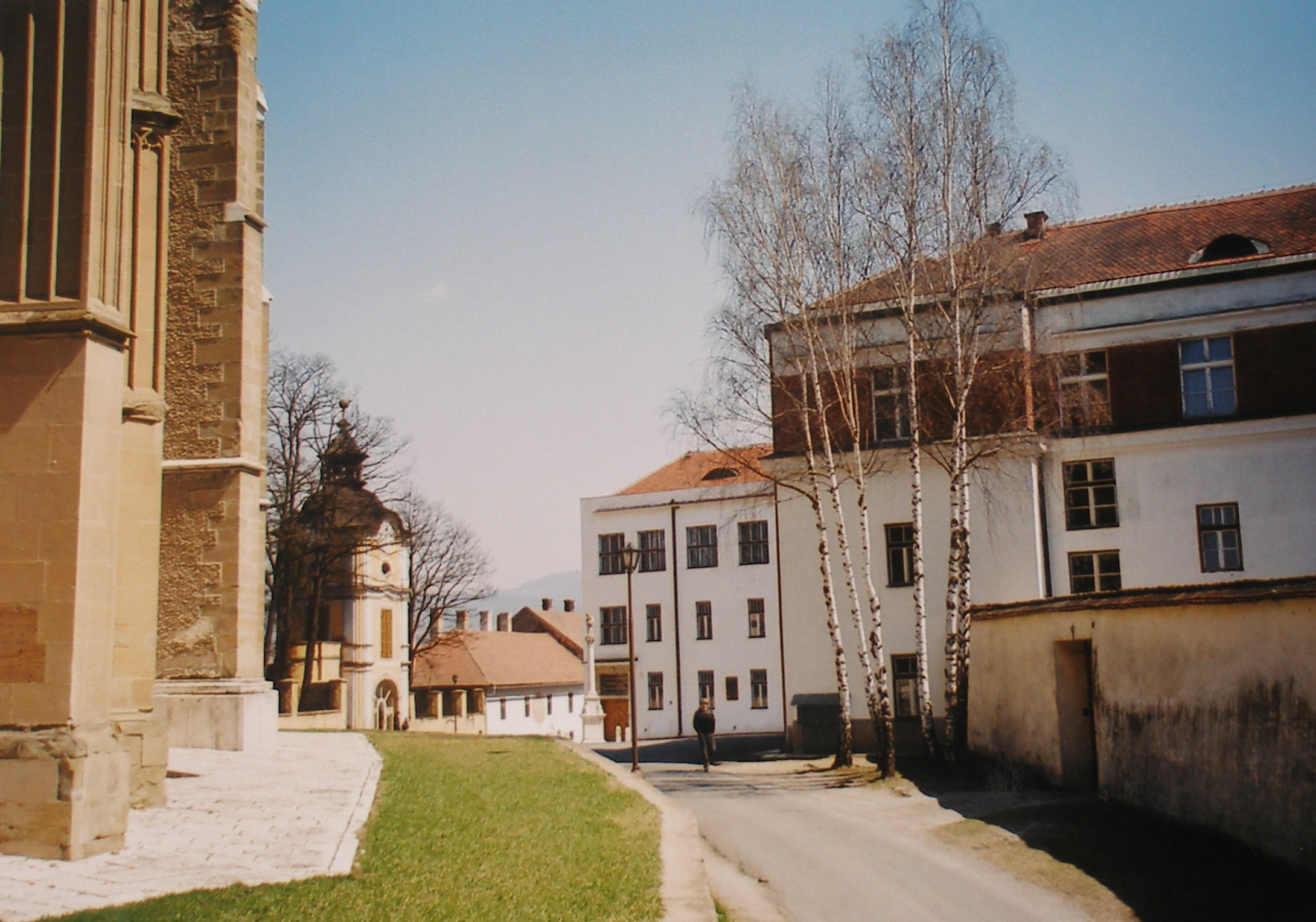
スピシュスカー・カピトゥラの街並み
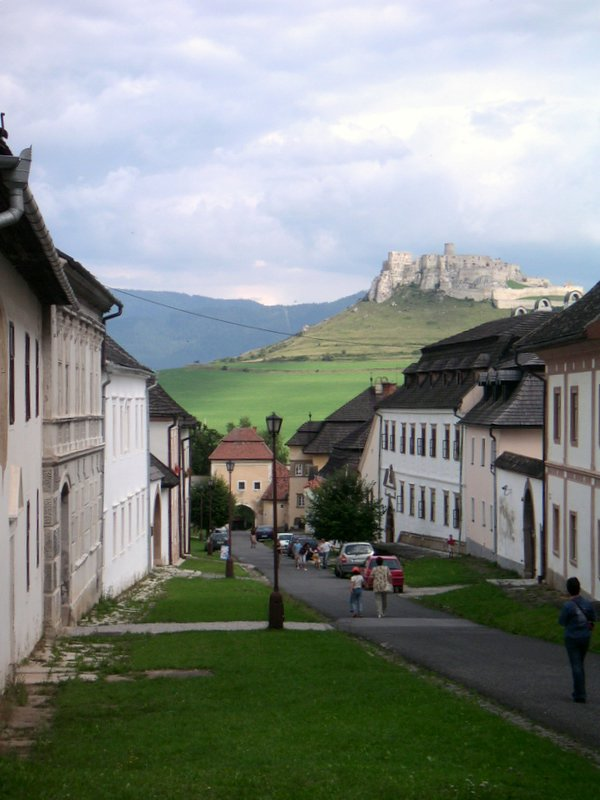
奥に見えるのがスピシュスキー城
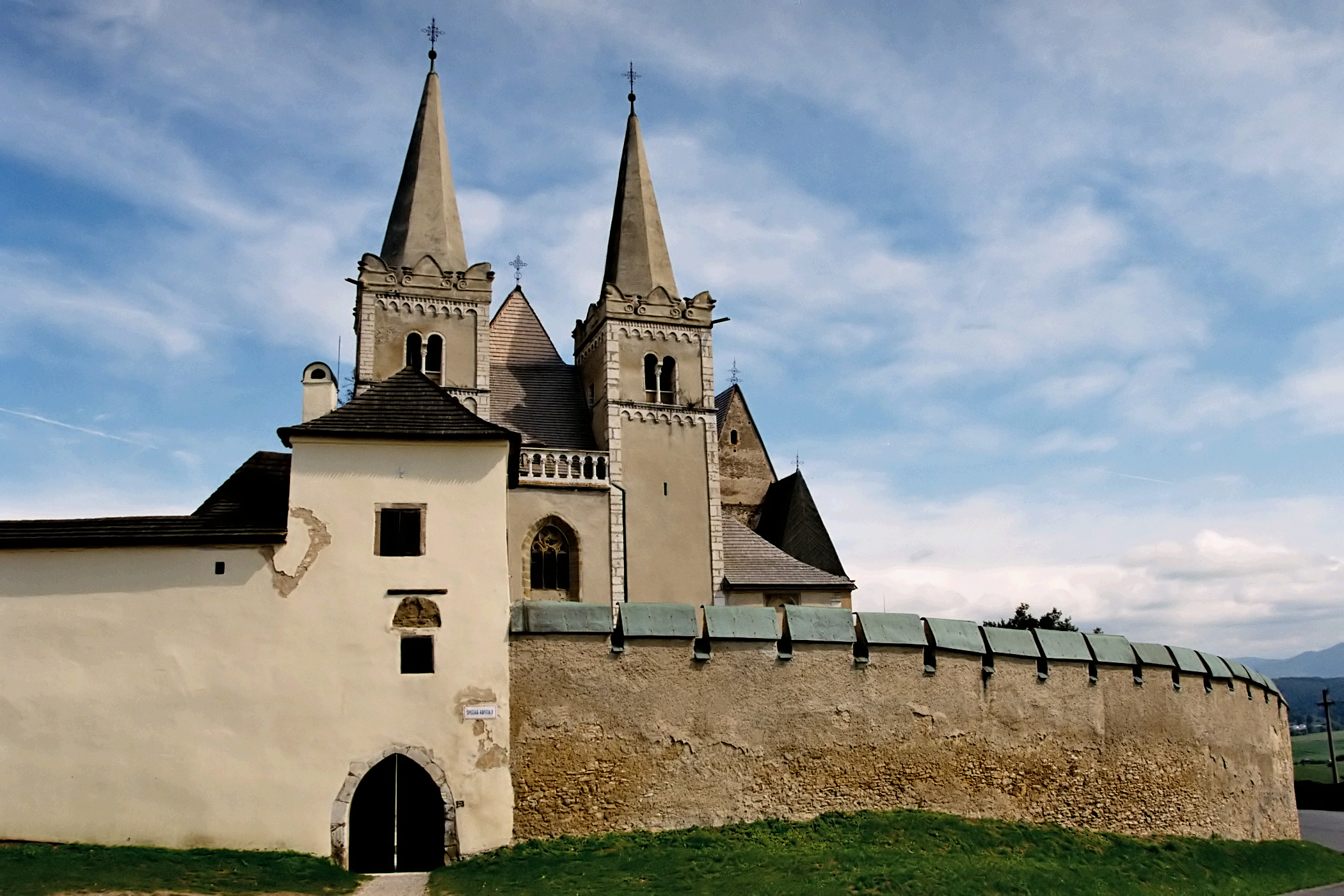
聖マルティヌス大聖堂
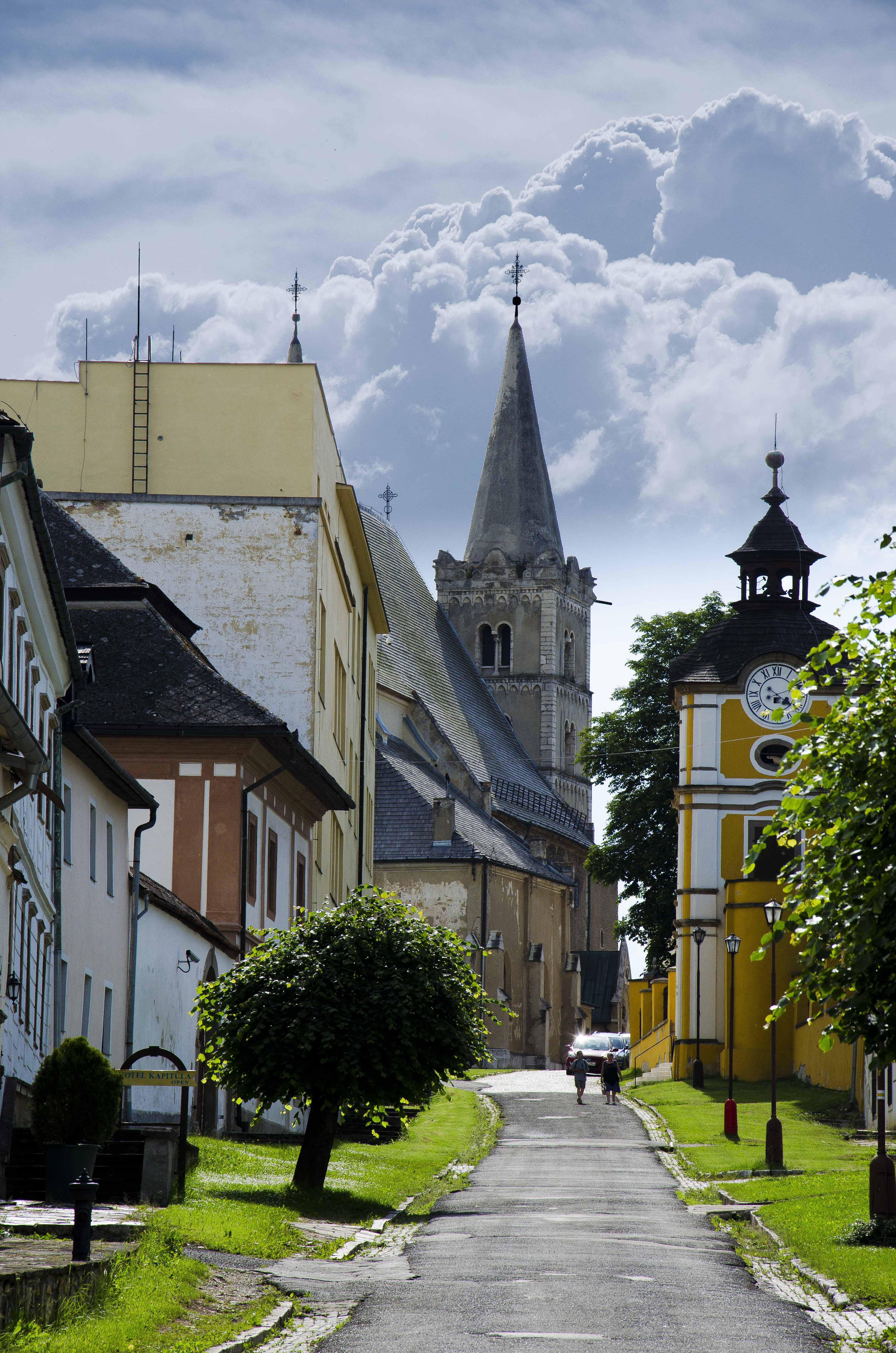
街並みと聖マルティヌス大聖堂

#### ジェフラ
ジェフラ（ジェヘラ）はスピシュスキー城の南東5kmに位置し、かつて城の敷地として扱われていた村落だが、スピシュ地方のスロバキア人集落としては最古の部類に入ると指摘されている。ジェフラには1245年から1275年までかけて建造された後期ロマネスク様式と初期ゴシック様式を併せ持つ聖霊聖堂が残り、修復工事中に発見された13世紀後半から15世紀に描かれたフレスコ画が特筆に価するものと評価されている。内装には16世紀の初期バロック様式の木造祭壇など、後の時代に付け加えられた要素も見られる。

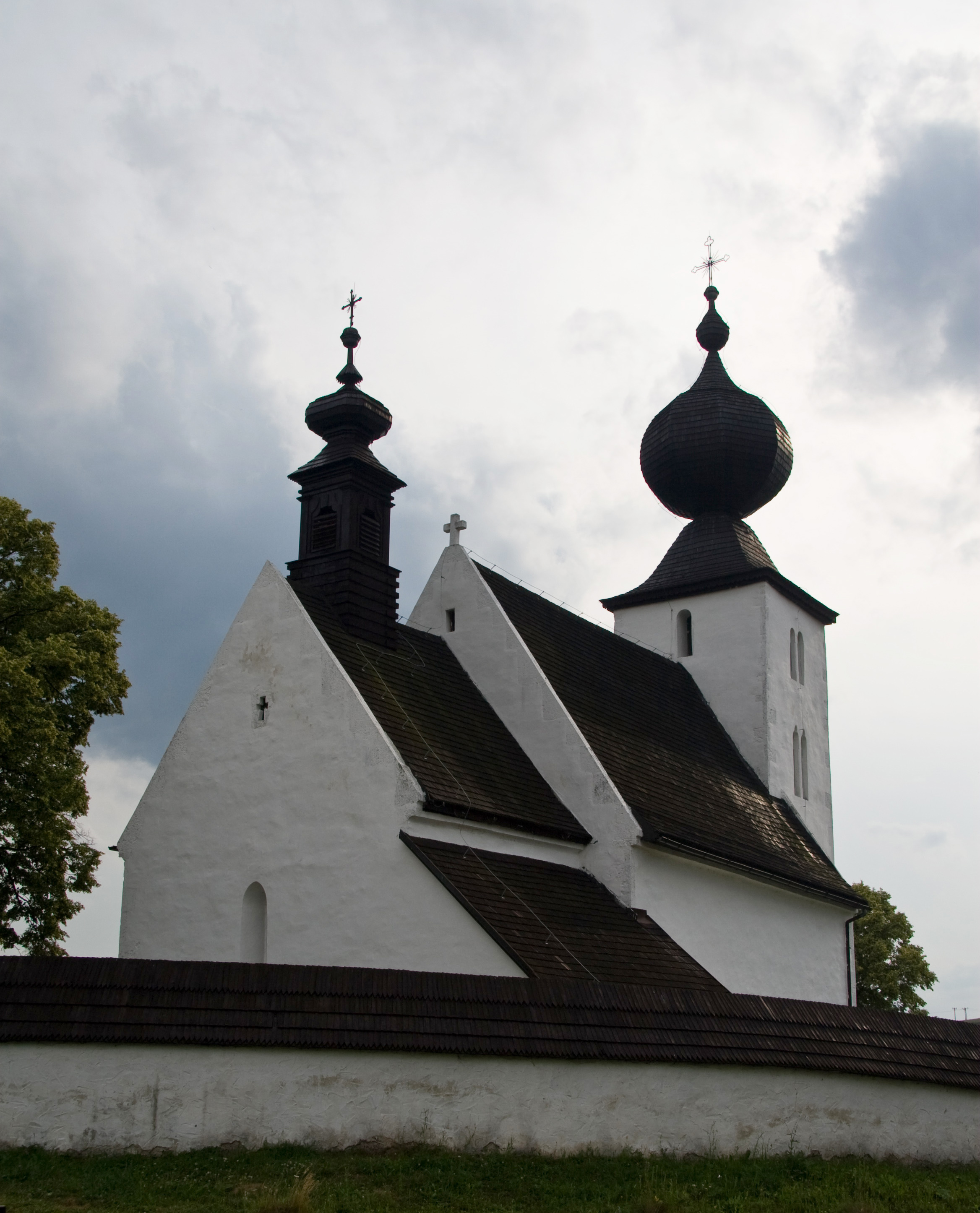
ジェフラの聖霊聖堂
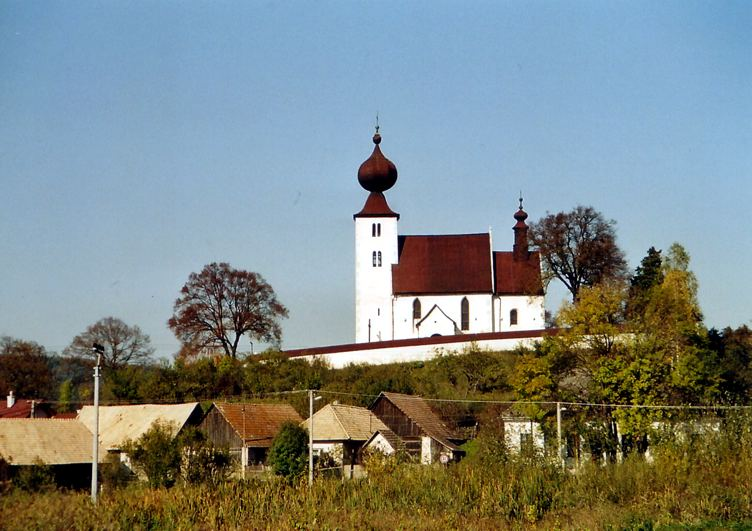
ジェフラの聖霊聖堂と街並み

### レヴォチャおよびスピシュ地方の名工パヴォルの作品
「レヴォチャおよびスピシュ地方の名工パヴォルの作品」(Levoča and the work of Master Paul in Spiš, 620bis-002) は、2009年に拡大登録された地域であり、プレショウ県の51.2179 haが登録対象である（緩衝地域は670.036 ha）。
レヴォチャは13世紀から14世紀にかけて成立した町で、自由都市となったのは1323年のことであった。城壁で囲まれたレヴォチャの旧市街は、街並みも城壁も中世の様子がよく保たれており、スロバキアの中世都市の中では最良の保存状態とも言われている。旧市街は四角い広場を中心としており、それを取り囲むのが市場跡、聖ヤコブ教区聖堂、福音主義教会、市庁舎などである。特に、聖ヤコブ教区聖堂はスロバキアで2番目に大きい聖堂であり、そこに残る木造祭壇を手がけたのが、15世紀から16世紀に活動した地元出身の彫刻家名工パヴォル（マイステル・パヴォル、マスター・ポール）である。パヴォルの木造祭壇は高さ18ｍを超える巨大なもので、色鮮やかなその祭壇は、後期ゴシック様式に属する傑作と評価されている。パヴォルは約10年、聖ヤコブ教区聖堂の装飾に携わったが、のちには他の聖堂でも様々な作品を残している。

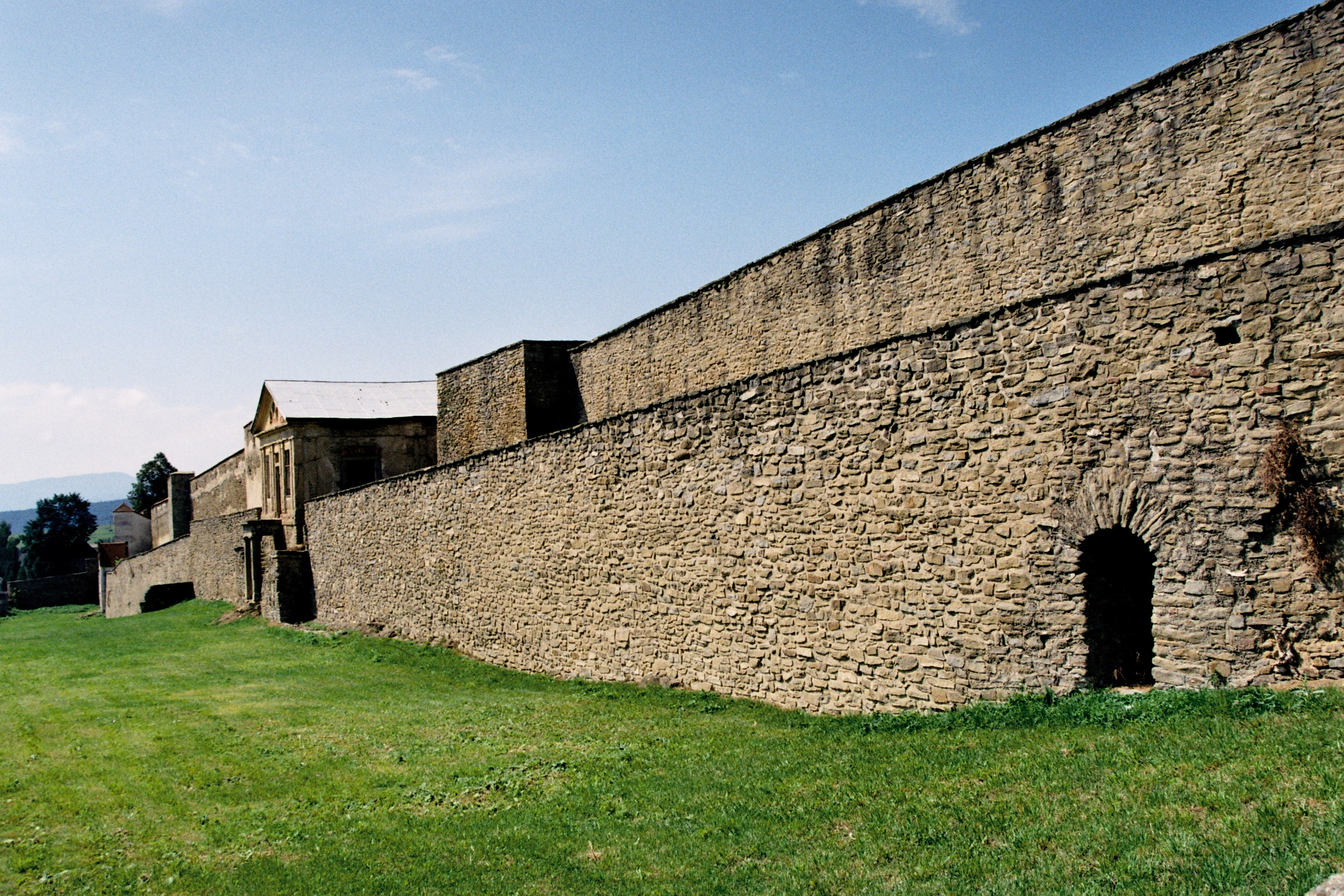
レヴォチャの市壁
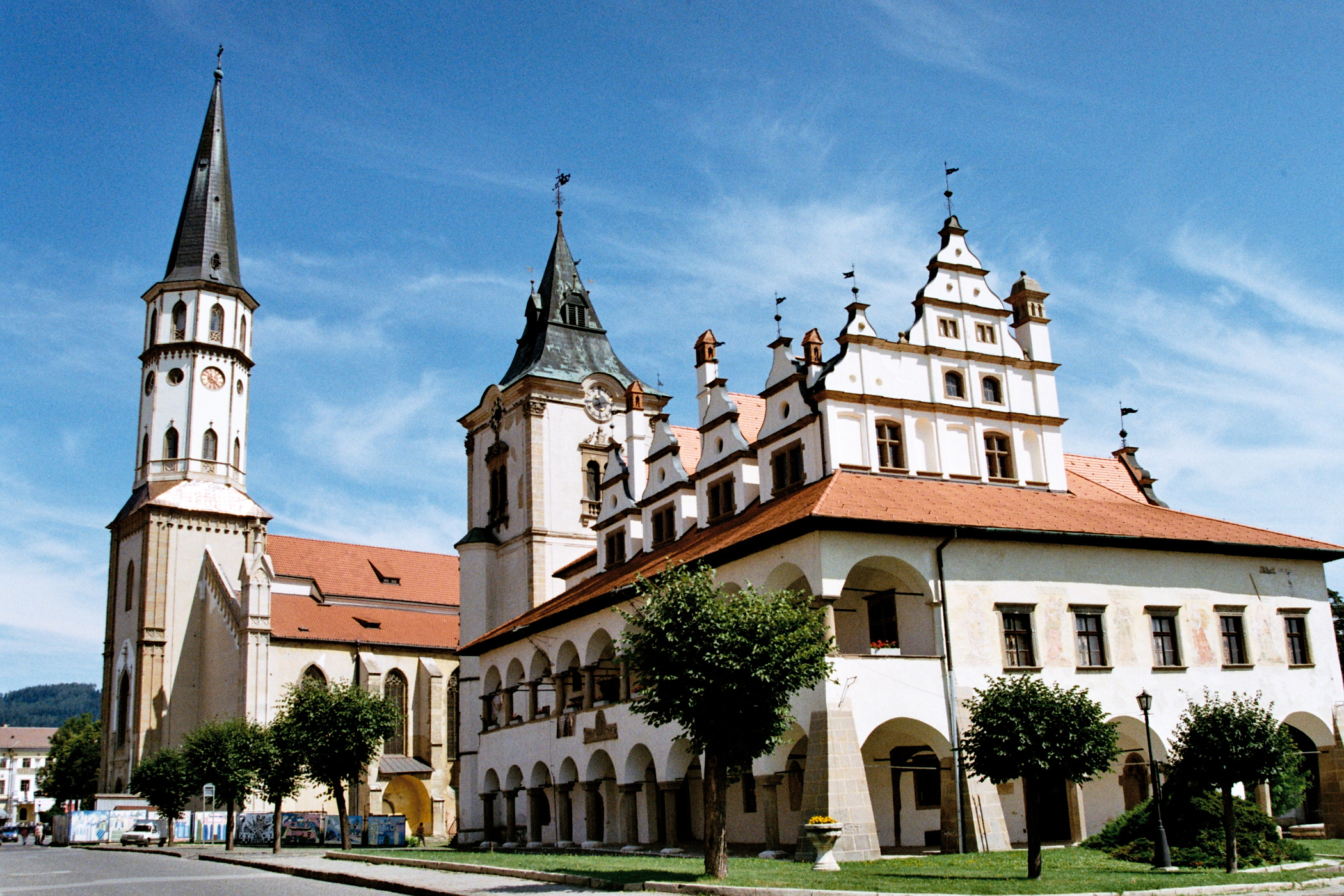
市庁舎と聖ヤコブ教区聖堂
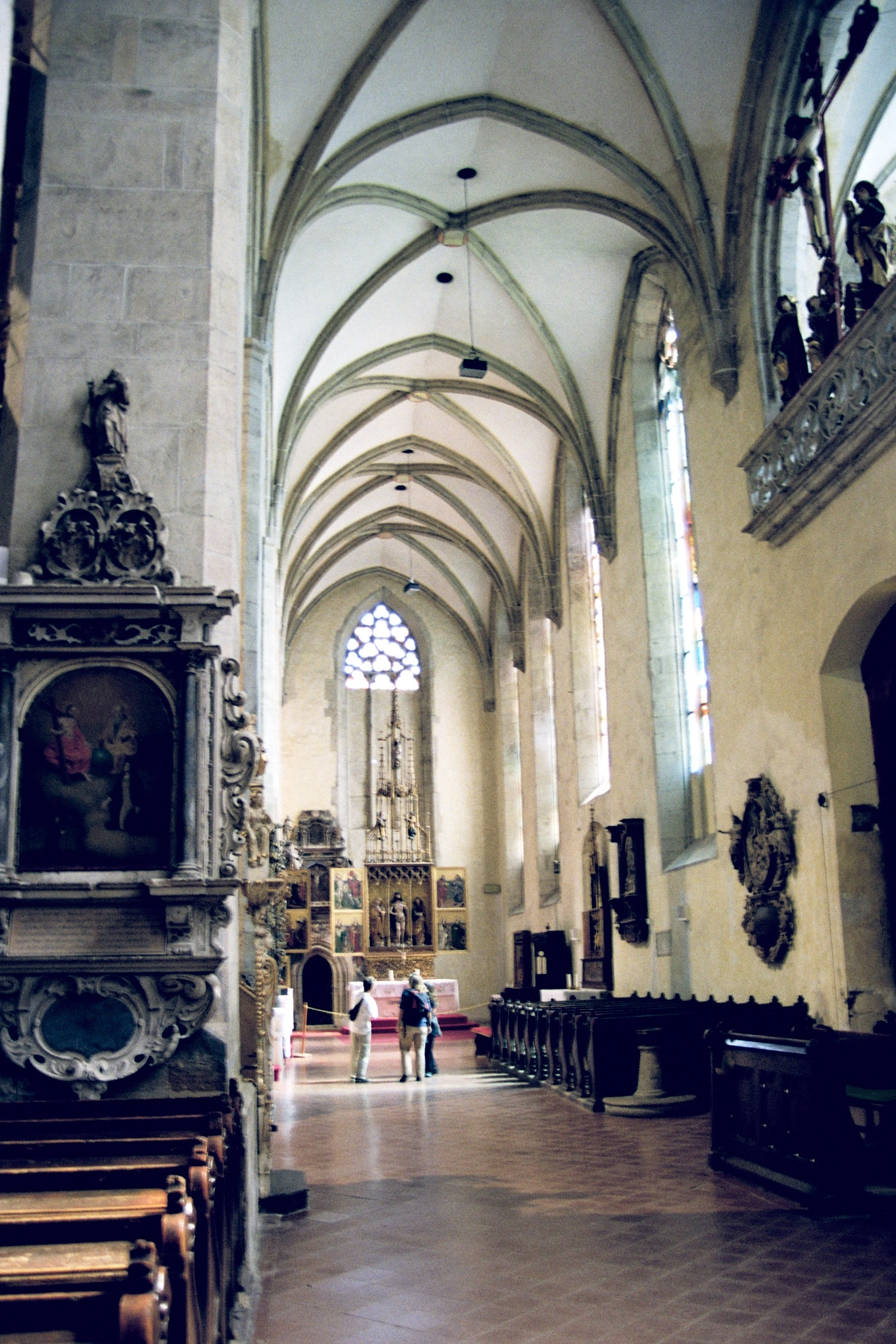
聖ヤコブ聖堂内部
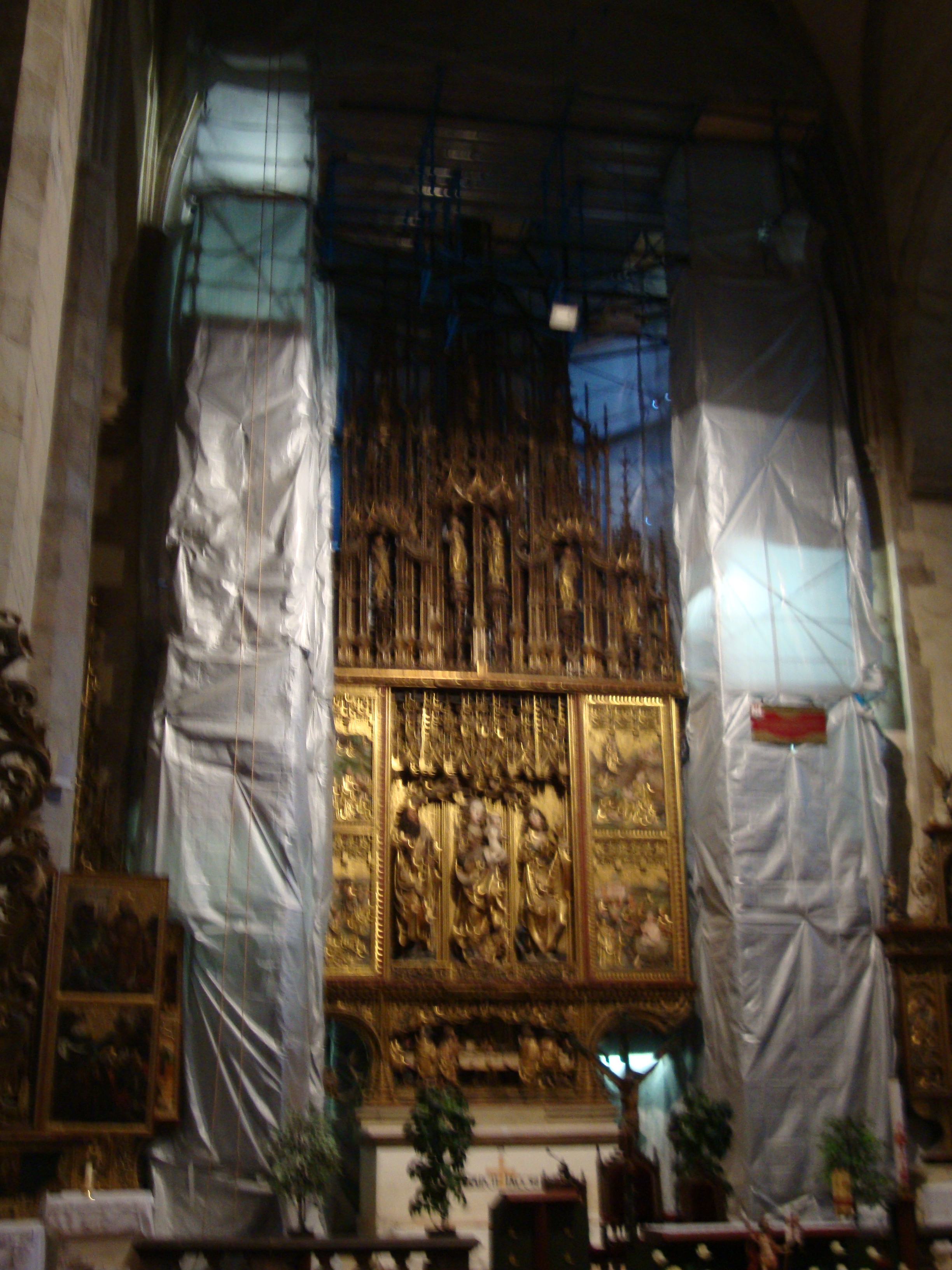
聖ヤコブ聖堂の木造祭壇
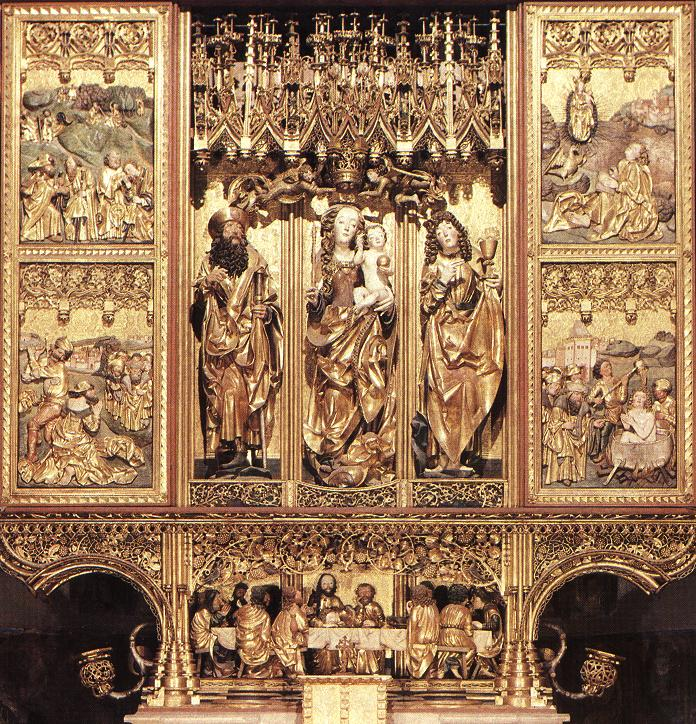
木造祭壇の彫刻（拡大）
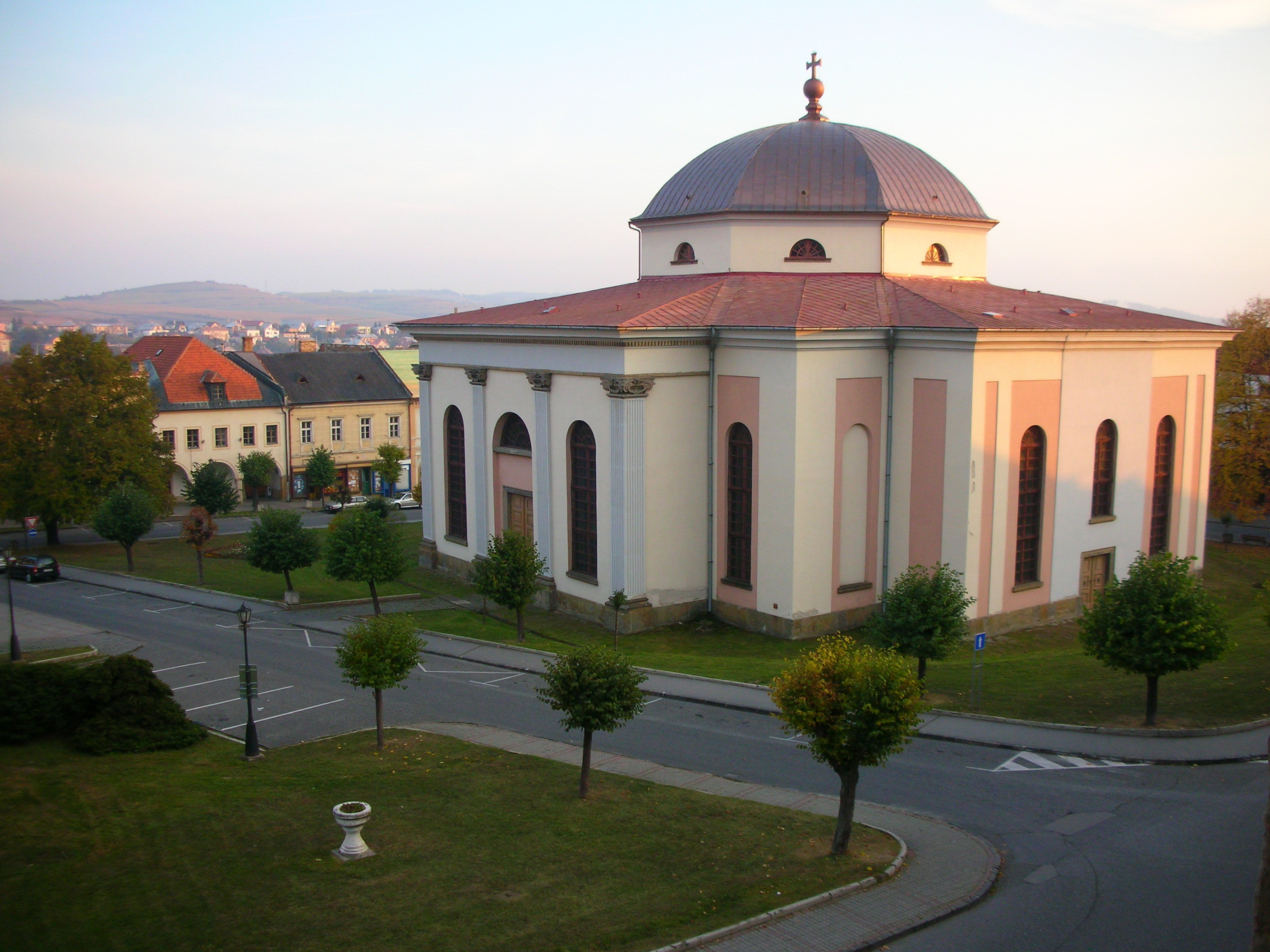
福音主義教会

## 登録経緯
スロバキアがチェコと正式に分離独立したのは1993年で、世界遺産条約の「承継の通告」を行なったのは同年3月31日のことだったが、スピシュスキー城などの推薦書はチェコスロバキア時代の1991年9月26日に提出されていた。この推薦に対し、世界遺産委員会の諮問機関である国際記念物遺跡会議(ICOMOS) は「登録」を勧告し、1993年の第17回世界遺産委員会で、ヴルコリニェツなどとともに、スロバキアとしては初の世界遺産として登録された。
世界遺産としての当初の正式登録名は、Spissky Hrad and its associated cultural monuments（英語）、Spissky Hrad et ses monuments culturels associés（フランス語）であった。その日本語訳としては、
- スピシュ城と周辺の歴史的建造物群 - ユネスコ世界遺産センター/講談社[19]
- スピシュスキー城とその関連文化財 - 日本ユネスコ協会連盟[20]
- スピシュ城とその関連の文化財 - 太田邦夫[21]

などがあった。
2002年には、拡大登録のために「レヴォチャおよびスピシュ地方の名工パヴォルの作品」が世界遺産の暫定リストに記載され、2007年1月26日に正式推薦された。ICOMOSはこの推薦資産は従来のスピシュスキー城などの世界遺産の価値を強化するものと認め、やはり「登録」を勧告し、2009年の第33回世界遺産委員会で拡大登録が認められた。これに伴い、正式登録名はLevoča, Spišský Hrad and the Associated Cultural Monuments（英語）/ Levoča, Spišský Hrad et les monuments culturels associés （フランス語）となった。その日本語訳は資料によって以下のような違いがある。
- レヴォチャ歴史地区、スピシュスキー城及びその関連する文化財 - 日本ユネスコ協会連盟[22]
- レヴォチャ、スピシュ城と関連する文化的建造物群 - 世界遺産アカデミー[23]
- レヴォチャ、スピシュスキー・ヒラットと周辺の文化財 - 古田陽久・古田真美[24]
- レヴォチャ、スピシュスキー城とその関連文化財 - 谷治正孝[25]
- レヴォチャ歴史地区、スピシュ城および関連する文化財 - 世界遺産なるほど地図帳[26]

## 登録基準
この世界遺産は世界遺産登録基準のうち、以下の条件を満たし、登録された（以下の基準は世界遺産センター公表の登録基準からの翻訳、引用である）。
- (4) 人類の歴史上重要な時代を例証する建築様式、建築物群、技術の集積または景観の優れた例。
  - 世界遺産委員会の決議では、この基準の適用理由について、以下のように説明している。